# Can Tres
Can Tres és una masia a la urbanització Interclub, al municipi de Cervelló (el Baix Llobregat) catalogada a l'Inventari del Patrimoni Arquitectònic de Catalunya. És una masia amb teulada a dues vessants. És de petites dimensions i consta de planta baixa, pis i golfes. A la façana principal totes les obertures són allandades, al primer pis hi ha un balcó i a les golfes tres finestres, la central més llarga que les laterals. També es pot veure un rellotge de sol i un sòcol. La masia va pertànyer a la família Pardo. Un membre destacat d'aquesta família és el pintor Plinio Pardo Pedrola.